# Pavillons d'octroi
Les pavillons d'octroi sont tous deux situés à Versailles, avenue de Paris.  Leurs façades et toitures sont inscrits au titre des monuments historiques par arrêté du 11 août 1959.

## Histoire
Les pavillons d'octroi ont été construits en 1824 sur ordre du marquis de Londe, maire du IIIe arrondissement de Seine-et-Oise. Les bâtiments ainsi que les grilles de fer qui s'étendaient sur toute la largeur de l'avenue étaient affectés au service de l'octroi, une taxe perçue par la municipalité sur les denrées transportées entrant dans la ville. Le pavillon de gauche en venant de Paris contenait le bureau de perception tandis que le pavillon de droite servait au logement des préposés.  
En février 1943, la municipalité de Versailles décide d'abolir cette taxe qui entravait le développement d'une économie moderne et de la remplacer par le prélèvement de taxes locales sur les ventes au détail et les prestations de service. Les bâtiments sont alors désaffectés et les grilles supprimées.  
La municipalité envisage un temps de détruire les pavillons d'octroi car ils constituaient un obstacle visuel contribuant à la dangerosité du carrefour de l'avenue de Paris avec l'avenue de Porchefontaine et la rue Vauban. Mais les services des Monuments historiques, qui les ont inscrits à l'inventaire en août 1959, s'y opposent.  
Finalement le carrefour est réaménagé en 1993 de façon à le rendre plus sûr tandis que les pavillons sont mis à la disposition de deux associations : l'Association culture et Bibliothèque pour tous et l'Association nationale des femmes de militaires. 
| - Les pavillons et les grilles de l'octroi de l'avenue de Paris au début du XXe siècle. |

## Architecture
Les deux pavillons, de style néo-classique, sont construits de manière identique sur deux niveaux et en pierre de qualité. L'étage est soutenu par des pilastres latéraux et surmonté d'un fronton. Des bâtiments similaires ayant la même fonction existaient aux différents points d'entrée de la ville : pont Saint-Martin, rue Porte de Buc, rue de l'Orangerie, avenue de Picardie, boulevard du Roi. Seuls ceux du boulevard du Roi, avec ceux de l'avenue de Paris, ont été sauvegardés.
| - Le pavillon d'octroi de la rue de la Porte de Buc au début du XXe siècle. - La grille du pont Saint-Martin et à gauche le pavillon de l'octroi au début du XXe siècle. |